# Les Clayes-sous-Bois
Les Clayes-sous-Bois és un municipi francès, situat al departament d'Yvelines i a la regió de Illa de França. L'any 2007 tenia 17.275 habitants.
Forma part del cantó de Plaisir, del districte de Versalles i de la Comunitat d'aglomeració Saint-Quentin-en-Yvelines.

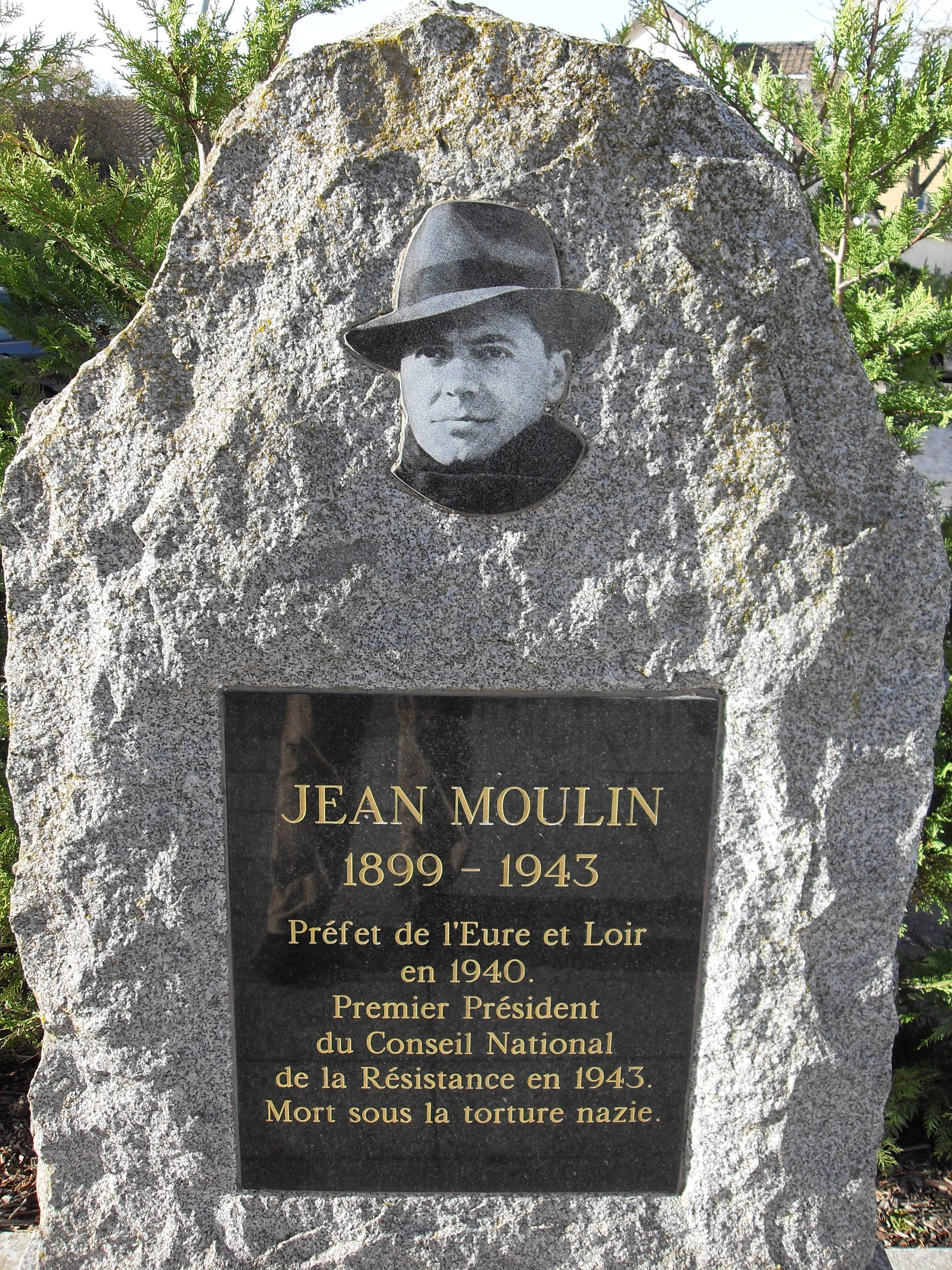
Monument dedicat al resistent Jean Moulin

## Demografia

### Població
El 2007 la població de fet de Les Clayes-sous-Bois era de 17.275 persones. Hi havia 6.639 famílies, de les quals 1.629 eren unipersonals (618 homes vivint sols i 1.011 dones vivint soles), 1.838 parelles sense fills, 2.418 parelles amb fills i 754 famílies monoparentals amb fills.
La població ha evolucionat segons el següent gràfic:
Habitants censats

### Habitatges
El 2007 hi havia 7.009 habitatges, 6.755 eren l'habitatge principal de la família, 26 eren segones residències i 229 estaven desocupats. 3.154 eren cases i 3.842 eren apartaments. Dels 6.755 habitatges principals, 4.299 estaven ocupats pels seus propietaris, 2.361 estaven llogats i ocupats pels llogaters i 94 estaven cedits a títol gratuït; 212 tenien una cambra, 466 en tenien dues, 1.734 en tenien tres, 2.185 en tenien quatre i 2.157 en tenien cinc o més. 5.221 habitatges disposaven pel capbaix d'una plaça de pàrquing. A 3.625 habitatges hi havia un automòbil i a 2.327 n'hi havia dos o més.

### Piràmide de població
La piràmide de població per edats i sexe el 2009 era:
| Homes | Edats   | Dones |
| ----- | ------- | ----- |
| 4     | 95 o +  | 4     |
| 0     | 90 a 94 | 28    |
| 52    | 85 a 89 | 100   |
| 24    | 80 a 84 | 80    |
| 188   | 75 a 79 | 256   |
| 236   | 70 a 74 | 256   |
| 308   | 65 a 69 | 348   |
| 424   | 60 a 64 | 384   |
| 436   | 55 a 59 | 448   |
| 600   | 50 a 54 | 652   |
| 584   | 45 a 49 | 640   |
| 564   | 40 a 44 | 624   |
| 772   | 35 a 39 | 704   |
| 668   | 30 a 34 | 624   |
| 644   | 25 a 29 | 732   |
| 485   | 20 a 24 | 492   |
| 561   | 15 a 19 | 593   |
| 568   | 10 a 14 | 532   |
| 680   | 5 a 9   | 632   |
| 576   | 0 a 4   | 524   |

## Economia
El 2007 la població en edat de treballar era d'11.409 persones, 8.506 eren actives i 2.903 eren inactives. De les 8.506 persones actives 7.886 estaven ocupades (3.984 homes i 3.902 dones) i 620 estaven aturades (303 homes i 317 dones). De les 2.903 persones inactives 955 estaven jubilades, 1.206 estaven estudiant i 742 estaven classificades com a «altres inactius».

### Ingressos
El 2009 a Les Clayes-sous-Bois hi havia 6.802 unitats fiscals que integraven 17.879 persones, la mediana anual d'ingressos fiscals per persona era de 22.233 €.

### Activitats econòmiques
Dels 566 establiments que hi havia el 2007, 1 era d'una empresa extractiva, 9 d'empreses alimentàries, 11 d'empreses de fabricació de material elèctric, 25 d'empreses de fabricació d'altres productes industrials, 86 d'empreses de construcció, 117 d'empreses de comerç i reparació d'automòbils, 31 d'empreses de transport, 24 d'empreses d'hostatgeria i restauració, 18 d'empreses d'informació i comunicació, 26 d'empreses financeres, 36 d'empreses immobiliàries, 72 d'empreses de serveis, 78 d'entitats de l'administració pública i 32 d'empreses classificades com a «altres activitats de serveis».
Dels 151 establiments de servei als particulars que hi havia el 2009, 1 era una oficina de correu, 7 oficines bancàries, 9 tallers de reparació d'automòbils i de material agrícola, 2 autoescoles, 15 paletes, 15 guixaires pintors, 13 fusteries, 20 lampisteries, 8 electricistes, 6 empreses de construcció, 13 perruqueries, 3 veterinaris, 1 agència de treball temporal, 16 restaurants, 14 agències immobiliàries, 2 tintoreries i 6 salons de bellesa.
Dels 48 establiments comercials que hi havia el 2009, 1 era un hipermercat, 1 un supermercat, 2 botigues de més de 120 m², 6 botiges de menys de 120 m², 8 fleques, 5 carnisseries, 1 una botiga de congelats, 4 llibreries, 2 botigues de roba, 8 botigues d'equipament de la llar, 4 botigues d'electrodomèstics, 4 botigues de mobles, 1 una botiga de material esportiu i 1 una joieria.

## Equipaments sanitaris i escolars
Els 8 equipaments sanitaris que hi havia el 2009 eren farmàcies.
El 2009 hi havia 8 escoles maternals i 6 escoles elementals. Les Clayes-sous-Bois disposava de 2 col·legis d'educació secundària amb 927 alumnes.

## Poblacions més properes
El següent diagrama mostra les poblacions més properes.